# Albin Lee Meldaus diskografi
Denna artikel behandlar den svenske artisten Albin Lee Meldaus diskografi.

## Diskografi

### Album
| Albumtitel | Högsta placering  |
| Albumtitel | Sverigetopplistan |
| ---------- | ----------------- |
| About You  | 2                 |
| På svenska | 34                |

### EP:s
| EP-titel               | Högsta placering  |
| EP-titel               | Sverigetopplistan |
| ---------------------- | ----------------- |
| Lovers                 | —                 |
| Bloodshot              | —                 |
| Merry Little Christmas | 12                |
| Epistlar               | 29                |

### Singlar
| År   | Titel                                    | Högsta placering  | Album                  |
| År   | Titel                                    | Sverigetopplistan | Album                  |
| ---- | ---------------------------------------- | ----------------- | ---------------------- |
| 2016 | "Lou Lou"                                | 77                | Lovers                 |
| 2017 | "Persistence"                            | —                 | Bloodshot              |
| 2017 | "Bloodshot"                              | —                 | Bloodshot              |
| 2017 | "Same Boat"                              | —                 | About You              |
| 2018 | "The Weight Is Gone"                     | —                 | About You              |
| 2018 | "Before & After"                         | —                 | About You              |
| 2018 | "I Need Your Love"                       | —                 | About You              |
| 2018 | "Bara himlen ser på"                     | —                 | Så mycket bättre       |
| 2018 | "Spela min favoritvals"                  | 44                | Så mycket bättre       |
| 2018 | "I Know Something You Don't Know"        | 81                | Så mycket bättre       |
| 2018 | "Kan man älska nån på avstånd"           | 86                | Så mycket bättre       |
| 2019 | "Vita fen" (med Stor)                    | —                 |                        |
| 2019 | "Kom för mig"                            | —                 |                        |
| 2019 | "Have Yourself a Merry Little Christmas" | 73                | Merry Little Christmas |
| 2020 | "På riktigt"                             |                   |                        |
| 2021 | "Josefin"                                | 15                | Epistlar               |
| 2021 | "Andas"                                  | —                 | Epistlar               |
| 2021 | "Ord som rimmar på dig"                  | —                 | Epistlar               |